# Changsha IFS Tower T2
La Changsha IFS Tower T2 (chinois : 长沙国金中心T2 ; pinyin : zhǎngshā guó jīn zhōngxīn T2) est un gratte-ciel construit en 2018 à Changsha en Chine, à côté de la Changsha IFS Tower T1. Il s'élève à 315 mètres.